# Carronia multisepalea
Carronia multisepalea là một loài thực vật có hoa trong họ Biển bức cát. Loài này được F.Muell. mô tả khoa học đầu tiên năm 1875.